# 泰勒 (佛羅里達州)
泰勒（英語：Tyler）是位於美國佛羅里達州吉爾克里斯特縣的一個非建制地區。該地的面積和人口皆未知。

## 地理
泰勒的座標為29°39′04″N 82°45′50″W / 29.65111°N 82.76389°W，而該地的平均海拔高度為26米（即85英尺）。